# Jean Ngoy

## Biographie
Jean Ngoy Mvunzi, né le 23 mars 1972 à Kinshasa, est un homme politique congolais, député national de la circonscription de Tshangu, située dans la province de Kinshasa, république démocratique du Congo (RDC).

## Carrière politique
Avant son élection nationale, Jean Ngoy a occupé le poste de ministre provincial des Finances de Kinshasa. En mars 2023, il a été remplacé par Félicien Kuluta Ntula à la suite de recommandations de l'Inspection générale des finances (IGF), qui l'accusait de malversations financières .
Lors des élections de décembre 2023, il a été élu député national pour la circonscription de Tshangu et député provincial pour celle de Masina.   Il siège actuellement à la Commission des Relations extérieures de l'Assemblée nationale.

## Controverses
En tant que ministre provincial des Finances, Jean Ngoy a été accusé par l'IGF d'être une "plaque tournante de la prédation financière" à Kinshasa.   Ces accusations ont conduit à son remplacement en mars 2023.